# Internatie Reningelst
L'Internatie Reningelst est une course cycliste sur route masculine disputée à Reningelst, dans la province de Flandre-Occidentale, en Belgique. Créée en 1971 ou 1974 selon les sources,, elle est organisée par le Koninklijke Wielerclub Bergdal, club cycliste basé à Reningelst. Elle a fait partie du calendrier de l'UCI Europe Tour en 2006 et 2007.

## Palmarès
| Année | Vainqueur             | Deuxième                   | Troisième                  |
| ----- | --------------------- | -------------------------- | -------------------------- |
| 1971  | José Vanackere        | Willy Baert                | Eric Wyckaert              |
| 1972  | Fernand De Keyser     | Bertil Cael                | Daniel Moenaert            |
| 1973  | Luc Leman             | Eddy Vantieghem            | Marc Renier                |
| 1974  | Eric Jacques          | Ghislain De Clercq         | Eric Van de Wiele          |
| 1975  | Etienne De Beule      | Mathieu Dohmen             | Jean-Luc Vandenbroucke     |
| 1976  | René Martens          | Eddy Vanhaerens            | Walter Schoonjans          |
| 1977  | Pieter Verhaeghe      | Jean-Philippe Vandenbrande | Jan Bogaert                |
| 1978  | Hans-Joachim Hartnick | Jan van Houwelingen        | Louis Luyten               |
| 1979  | Jan Bogaert           | Eddy Planckaert            | Guy Nulens                 |
| 1980  | Ivan Lamote           | Johny Vanherreweghe        | Christiaan Vannieuwenhuyse |
| 1981  | Nico Emonds           | Rudy Rogiers               | Dirk De Wolf               |
| 1982  | Pierre Maechtelinckx  | Nico Emonds                | Mark Sillen                |
| 1983  | Gino Ligneel          | Geert Decorte              | Frank Vandewalle           |
| 1984  | Stephan Van Leeuwe    | Dirk Ghyselinck            | Dirk Tyteca                |
| 1985  | Frank Van De Vijver   | Carlo Bomans               | Corneille Daems            |
| 1986  | Koen Vekemans         | Edwig Van Hooydonck        | Marc Seynaeve              |
| 1987  | Benny Godderis        | Frank Francken             | Johan Museeuw              |
| 1988  | Didier Priem          | Eddy Vancraeynest          | Jan Van Donink             |
| 1989  | Joost van Adrichem    | Johan Verstrepen           | Harry Lodge                |
| 1990  | Erik Dekker           | Hans Andre                 | Kurt Huygens               |
| 1991  | Tristan Hoffman       | Franky De Buyst            | Anton Tak                  |
| 1992  | Cédric Vasseur        | Erwin Vandaele             | Miika Hietanen             |
| 1993  | Aart Vierhouten       | Kurt Van de Wouwer         | Joona Laukka               |
| 1994  | Arvis Piziks          | Sean van Zijl              | Christophe Detilloux       |
| 1995  | Jeremy Hunt           | Stefaan Vermeersch         | Aart Vierhouten            |
| 1996  | Davy Delme (nl)       | Janek Ermel                | Jurgen De Buysschere       |
| 1997  | Stefaan Vermeersch    | Anthony Theus              | Gino De Weirdt             |
| 1998  | Coen Boerman          | Rudie Kemna                | Timothy Carswell           |
| 1999  | Nico Indekeu          | Gino De Weirdt             | Geoffrey Demeyere          |
| 2000  | Gino De Weirdt        | Tom Boonen                 | Gordon McCauley            |
| 2001  | Aivaras Baranauskas   | Dmitriy Muravyev           | Wouter Van Mechelen        |
| 2002  | Steven Caethoven      | Matthew-Bernard Yates      | Richard Faltus             |
| 2003  | Michael Blanchy       | Antoine Nys                | Bastiaan Krol              |
| 2004  | Mario Ickx (de)       | Marc De Maar               | Pieter Ghyllebert          |
| 2005  | Adam Gawlik           | Jérôme Bouchet             | Christophe Masson          |
| 2006  | Robby Meul            | Andy Cappelle              | Fredrik Johansson          |
| 2007  | Iljo Keisse           | Michael Reihs              | Michael Blanchy            |
| 2008  | Hamish Haynes         | Steven Van Vooren          | Geoffrey Demeyere          |
| 2009  | Aidis Kruopis         | Sven Vandousselaere        | Sep Vanmarcke              |
| 2010  | Jens Debusschere      | Guillaume Van Keirsbulck   | Mitchell Huenders          |
| 2011  | Clinton Avery         | Dries Depoorter            | Tom Vermeer                |
| 2012  | Kevin Suarez          | Yves Lampaert              | Stijn Joseph               |
| 2013  | Sean Van de Waeter    | Jérôme Baugnies            | Stijn Joseph               |
| 2014  | Tom Devriendt         | Rob Leemans                | Benjamin Verraes           |
| 2015  | Mathias Krigbaum      | Thomas Vanhaecke           | Nicolas Vereecken          |
| 2016  | Benjamin Verraes      | Emiel Vermeulen            | Bram Welten                |
| 2017  | Mathias Van Gompel    | Bjarne Vanacker            | Jonas Castrique            |
| 2018  | Florent Breye         | Jaron Wydooghe             | Célestin Leyman            |
| 2019  | Maxime Vantomme       | Thomas Vereecken           | Maxime Farazijn            |
| 2020  | pas de course         | pas de course              | pas de course              |
| 2021  | Andreas Goeman        | Maxime De Poorter          | Dorian De Maeght           |
| 2022  | Yentl Vandevelde      | Torsten Demeyere           | Thibau Verhofstadt         |
| 2023  | annulé                | annulé                     | annulé                     |
| 2024  | Kenneth Verstegen     | Lars Van Nieuwenhove       | Alex Vandenbulcke          |
| 2025  | Gaetan Warnier        | Ferre Geeraerts            | Ewan Mackie                |